# Wzmacniacz sterowany napięciem
Wzmacniacz sterowany napięciem (VCA, ang. Voltage Controlled Amplifier) – wzmacniacz o zmiennym współczynniku wzmocnienia, zależnym od wartości napięcia podanego na wejście sterujące wzmocnieniem. Wzmacniacz VCA posiada z reguły co najmniej dwa wejścia (jedno sygnałowe i jedno sterujące) oraz jedno wyjście (sygnałowe). Wzmacniacz VCA jest urządzeniem analogowym. W rozwiązaniach cyfrowych funkcję tego wzmacniacza realizuje zwykła operacja mnożenia.

## Zastosowania
Wzmacniacze sterowane napięciem są wykorzystywane w wielu urządzeniach elektronicznych, szczególnie w elektroakustyce. Najpopularniejsze zastosowania obejmują:
- bloki automatycznej regulacji wzmocnienia w odbiornikach radiowych i telewizyjnych;
- studyjne procesory dźwięku, zwłaszcza procesory dynamiki, takie jak np. kompresor;
- konsolety mikserskie z systemami automatyki oraz zapamiętywania nastaw;
- syntezatory muzyczne.

## Syntezatory muzyczne

Przykładowy schemat blokowy syntezatora z zaznaczonym VCA

W syntezatorach wzmacniacze sterowane napięciem umieszczane są z reguły na końcu toru syntezy. Wbrew swej nazwie, ich rola w tym zastosowaniu polega na osłabianiu sygnału podawanego na wejście (wzmocnienie zmieniane jest w zakresie od 0 do 1). Najważniejszą funkcją VCA jest nadanie dźwiękowi odpowiedniej obwiedni poprzez zmianę amplitudy sygnału podanego na wejście sygnałowe, zgodnie z napięciem sterującym podanym na jego wejście sterujące. Z reguły sygnał podany na wejście ma stałą amplitudę, bowiem pochodzi z generatora wytwarzającego oscylacje niegasnące. Aby uzyskać dźwięk o odpowiedniej obwiedni (np. powolne narastanie głośności, powolne wybrzmiewanie do zera), konieczne jest przetworzenie sygnału przez wzmacniacz VCA sterowany przebiegiem z generatora obwiedni. Wzmacniacz ten bywa również stosowany w innych miejscach toru syntezy, wtedy gdy potrzebna jest dynamiczna modyfikacja amplitudy sygnału (np. zmiana głębokości modulacji). Oznaczenie VCA występuje również w syntezatorach wirtualnych, lecz ma ono znaczenie jedynie symboliczne, ponieważ realizuje je operacja mnożenia.